# Comunidad de Oneida

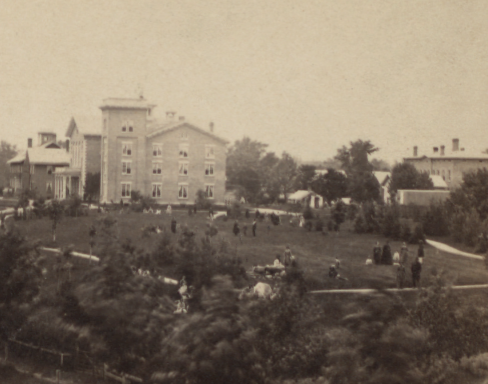
La Comunidad de Oneida entre 1865 y 1875.

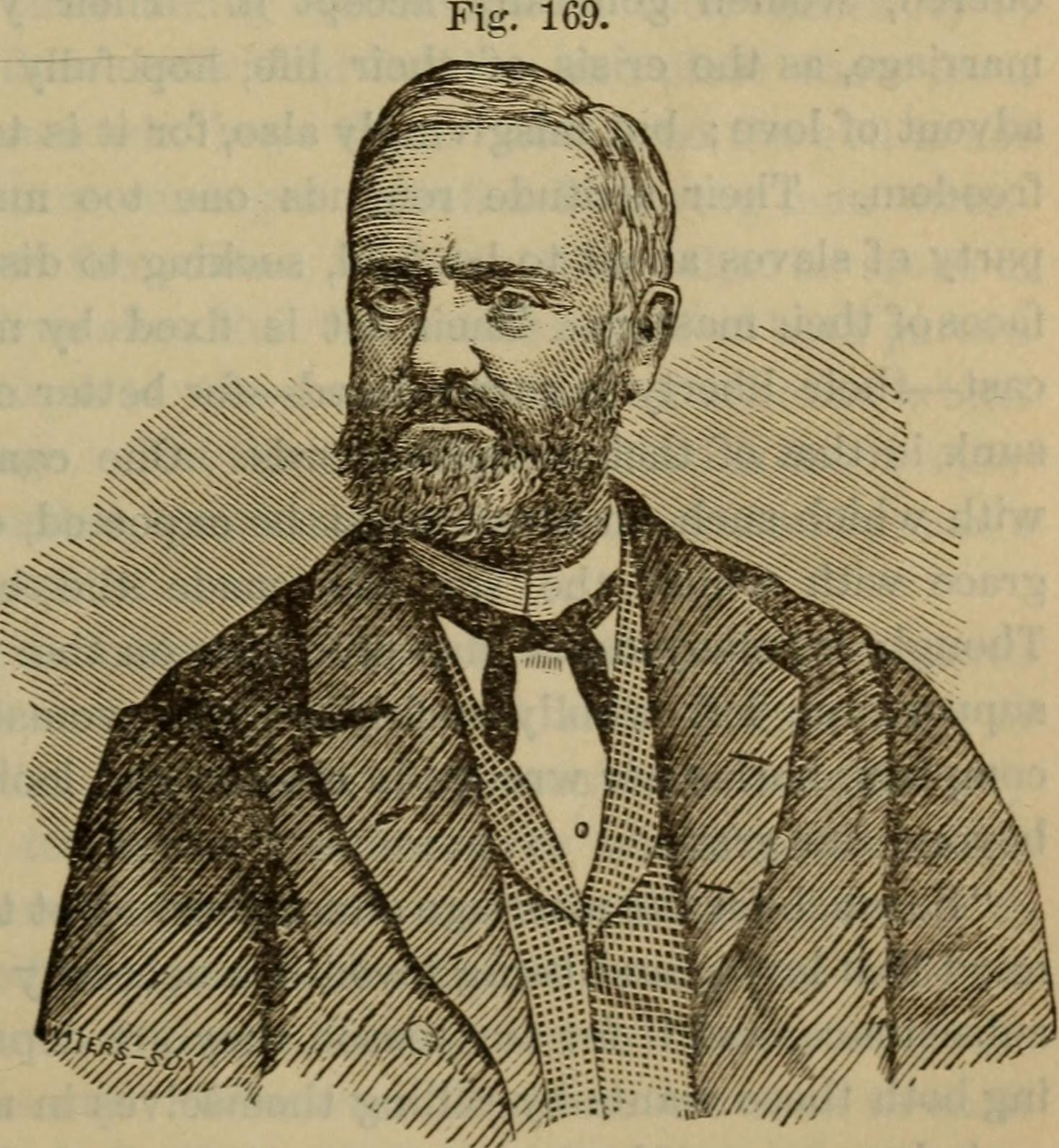
John Humphrey Noyes (1811-1886) líder de la comunidad

La Comunidad de Oneida (nombre original en inglés: Oneida Community) fue una sociedad comunal utópica de carácter religioso perfeccionista, fundada por John Humphrey Noyes en 1848 en Oneida, Nueva York. Se formó a partir de una Sociedad de Indagación creada por Noyes y algunos de sus discípulos en Putney, Vermont, en 1841, que se convirtió en sociedad comunal a medida que llegaron nuevos miembros.
Noyes había experimentado una conversión religiosa durante un reavivamiento en 1831, a la edad de 20 años. Abandonó sus estudios de leyes y empezó a estudiar teología. Su aceptación y prédica de la doctrina del perfeccionismo, la idea de que tras la conversión uno queda libre de todo pecado, era considerada demasiado poco ortodoxa y se le negó la ordenación. Noyes llegó a creer que la Segunda Venida de Cristo no era un evento futuro sino que había ocurrido ya en cuestión de una generación después del ministerio de Cristo en la Tierra. Sin embargo, fueron las ideas de Noyes sobre la unión sexual lo que le dieron fama. Noyes consideraba la unión sexual como algo muy importante pero rechazaba la monogamia y la idea de que un hombre y una mujer deban estar tan estrechamente vinculados. La aplicación de sus perspectivas llevó a la idea del llamado «matrimonio complejo» en su comunidad, un tipo de matrimonio grupal en el que cada una de las mujeres era esposa de cada uno de los hombres y viceversa. Noyes también creía que el socialismo sin religión era imposible y que el sistema de familia extendida que desarrolló podía acabar con el egoísmo y demostrar lo práctico del perfeccionismo en la Tierra.
En 1847, Noyes proclamó que el Espíritu de Cristo había ya regresado a la Tierra y ahora había entrado a su grupo en Putney. Esta afirmación, combinada con la práctica del matrimonio complejo, generó la hostilidad de la comunidad vecina, y el grupo abandonó Putney para asentarse en Oneida, Nueva York, donde la comunidad floreció a lo largo de las siguientes tres décadas. La comunidad, que en sus primeros años tenía unos 200 miembros, se ganaba la vida de manera precaria cultivando y talando madera antes de la llegada de un nuevo miembro que regaló a la comunidad la trampa de acero que había inventado. La fabricación y venta de trampas Oneida, que eran consideradas las mejores de la región, se convirtió en la base de un próspero grupo de emprendimientos industriales que incluían cubertería, sedas bordadas y fruta enlatada.
En consonancia con las ideas de Noyes, la comunidad creía que Jesús ya había regresado en el año 70 d. C., lo que les permitía considerar presente el reino milenial de Jesús, y estar libres de pecado y poder ser perfectos en este mundo, y no solo en el cielo (una creencia llamada perfeccionismo). La Comunidad de Oneida practicaba el comunalismo (en el sentido de propiedad y posesiones comunales), el matrimonio grupal, la continencia sexual masculina, una forma de eugenesia (que Noyes llamaba 'estirpecultura) y la crítica mutua, una práctica en la que la comunidad entera se reunía a criticar a una persona cuando había alguna transgresión. Existieron comunidades noyesianas más pequeñas en Wallingford (Connecticut); Newark (Nueva Jersey); Putney y Cambridge (Vermont). Los 87 miembros originales de la comunidad aumentaron a 172 en febrero de 1850, 208 en 1852 y 306 en 1878. Las ramas se cerraron en 1854, excepto la sucursal de Wallingford, que funcionó hasta que fue devastada por un tornado en 1878. La Comunidad de Oneida se disolvió en 1881, y finalmente se convirtió en la compañía Oneida Limited, un gigante de la fabricación de cuberterías de plata.

## Historia
Hijo de un hombre de negocios acomodado de Nueva Inglaterra, John Humphrey Noyes se graduó del Dartmouth College (Hanover, Nuevo Hampshire) en 1830 y parecía destinado a seguir una carrera legal. Sin embargo, después de un año de estudiar derecho, se vio involucrado en el reavivamiento religioso del evangelista Charles Finney y decidió convertirse en pastor. Se matriculó primero en el Seminario Teológico de Andover (Massachusetts), pero más tarde se trasladó a la Universidad Yale.
Fue allí donde Noyes, bajo la influencia del teólogo de Yale Nathaniel Taylor, enunció por primera vez su creencia en el perfeccionismo, la idea de que es posible que un individuo se libre completamente del pecado en esta vida mediante la conversión religiosa y la fuerza de voluntad. Esta perspectiva perfeccionista radical rechazaba la doctrina calvinista de la depravación y afirmaba que la perfección sin pecado era posible bajo la gracia de Dios. En febrero de 1834, Noyes se declaró libre de pecado y en un estado de perfección. También adoptó ciertas nociones milenaristas que fijaban la fecha de la segunda venida de Cristo en el pasado (específicamente el año 70 d. C.) en lugar de en el futuro. Noyes y otros perfeccionistas argumentaban que este nuevo esquema intermilenial dictaba nuevas reglas y un nuevo pacto para hombres nuevos. Debido a que sus opiniones se oponían directamente a la ortodoxia calvinista predominante, se le negó la licencia para predicar y se le obligó a abandonar Yale en 1834. 
Luego deambuló por el nordeste de los Estados Unidos, donde empezó a entablar conversaciones con otros perfeccionistas y con reformadores sociales, predicando una doctrina de santificación y participando en el activismo contra la esclavitud, tratando de convencer al mundo de su creencia poco ortodoxa de que la perfección podía alcanzarse en la tierra, pero sin mucho éxito. Cuando su primer interés romántico lo abandonó para casarse con otro hombre, Noyes escribió una carta privada en la que defendía la libertad sexual y el amor libre dentro de la santa comunidad cristiana. La publicación no autorizada de esa carta de 1837 en un periódico social y religiosamente radical editado por Theophilous Gates y con el pintoresco título de «The Battle-Axe and Weapons of War» (lit. El hacha de batalla y armas de guerra) hizo que Noyes perdiera por un tiempo a prácticamente todos sus seguidores. Sin embargo, durante la década que siguió a la publicación de su «Carta del Hacha de Guerra», Noyes reconstruyó su vida y una comunidad seguidores. Se casó con Hariet Holton, una mujer con buenos contactos sociales y económicos, en 1838, bajo la condición de que el matrimonio no fuera exclusivo. Publicó una serie de periódicos en los que defendía sus puntos de vista y estableció en 1836 un pequeño grupo de casi cuarenta seguidores, «comunistas bíblicos» como los llamó, en su ciudad natal de Putney, Vermont. No obstante, no fue hasta 1846 que la comunidad de Putney abandonó los matrimonios «simples» (monógamos) en favor de los matrimonios «complejos» de Noyes. La teología de Noyes giraba en torno a la igualdad espiritual que, según su interpretación, incluía tanto la esfera económica como la sexual. En el Reino de Dios, todas las personas debían amar y compartir por igual: un llamado comunismo bíblico. 
Noyes ganó algunos otros adeptos y el pequeño grupo de perfeccionistas comenzó a practicar lo que predicaba. Para mediados de la década de 1840, el grupo se encaminaba hacia el comunismo de la propiedad y de las personas. La primera práctica registrada de matrimonio complejo a una escala limitada comenzó en 1846, cuando John y Harriet iniciaron una ampliación de sus relaciones maritales con otra pareja. El anuncio formal en 1847 de la experimentación sexual del grupo (aunque expresada en términos velados) indignó a algunos miembros de la asociación y de la ciudad de Putney. Noyes fue acusado de dos cargos específicos de adulterio y, en lugar de enfrentarse a un posible linchamiento o una condena, abandonó el estado, perdiendo finalmente la mitad de su fianza de U$ 2.000 dólares.
A comienzos de 1848, junto con sus partidarios de Putney, empezaron a trasladarse a una granja de propiedad de uno de sus seguidores en Oneida, Nueva York, fundando allí una nueva comunidad donde construyeron una gran Mansión Comunitaria. Noyes escribió en esa época un manifiesto en el que presentaba sus teorías sociales y sexuales, que se publicó como parte de su Primer Informe Anual de la Asociación Oneida y se lo envió a grandes figuras públicas de Nueva York y Nueva Inglaterra. A pesar de toda la agitación, la comunidad de Oneida creció rápidamente. Para enero de 1849, el núcleo original de los perfeccionistas de Putney se había ampliado a 87. Para febrero de 1850, eran ya 172, y para febrero de 1851, 205.
Noyes esperaba alcanzar los ambiciosos objetivos de «relaciones correctas con Dios», «relaciones correctas entre los sexos» que permitieran a hombres y mujeres vivir juntos en armonía y, en tercer lugar, «relaciones económicas correctas» que superarían el capitalismo disruptivo al estilo «sálvese quien pueda» de los Estados Unidos de principios del siglo XIX, todo lo cual conduciría a la realización del establecimiento pleno del milenio, el reino literal de los cielos en la tierra y la eliminación de la enfermedad y la muerte. Para lograrlo, intentó difundir sus ideas a través de los periódicos que publicó desde 1834 hasta 1879, y creando una comunidad funcional de seguidores donde sus ideales pudieran llevarse a la práctica.
Como parte de su esfuerzo por restablecer una comunidad santa de cristianos en la tierra, Noyes argumentó que dicha comunidad eliminaría las relaciones sexuales exclusivas. En cambio, sus seguidores se considerarían casados con el grupo entero en un «matrimonio complejo» en el que el amor, incluido el amor heterosexual entre adultos, pudiera expresarse libremente entre toda la comunidad. Los acuerdos específicos que hicieron posible este sistema recién comenzaron a implementarse plenamente en 1847, poco antes de la partida hacia Oneida. Una de las prácticas más importantes era el uso del control de la natalidad mediante la continencia masculina, o coitus reservatus, en la que se permitía a las parejas tener relaciones sexuales, pero los hombres no debían eyacular, ni durante ni después de la relación sexual (Noyes rechazaba vehementemente el coitus interruptus). También era importante una forma de control grupal mediante la «crítica mutua», en la que todos, o una pequeña parte, del grupo más grande se reunía para discutir e intentar cambiar las creencias o comportamientos de individuos que se consideraba que no cumplían con los estándares de la comunidad. Una jerarquía de estatus informal conocida como «comunidad ascendente y descendente» fue la base para el gobierno informal del grupo basado en el liderazgo de Noyes y sus colaboradores masculinos y femeninos más cercanos.
En 1850 y 1851, grandes jurados de los condados de Oneida y Madison, en cuyos límites se encontraba la comunidad, escucharon quejas de sus enemigos sobre los Perfeccionistas. La conducta ejemplar de los miembros de la comunidad, que respondían a preguntas muy personales con libertad y honestidad, ayudó a apaciguar la hostilidad, y figuras influyentes del poder local también intercedieron en su favor. El éxito de la comunidad a la hora de capear esta crisis se debió en parte a su circunspección al no buscar activamente nuevos miembros en Oneida y, por lo tanto, evitar la vigorosa búsqueda de miembros locales que había implicado en Putney.
Un punto álgido de estas dificultades se produjo entre marzo y agosto de 1852, tiempo durante el cual la práctica del matrimonio complejo se interrumpió temporalmente, a raíz de una cruzada lanzada por un periódico religioso de Nueva York, The Observer, y apoyada por otros periódicos. En respuesta a esta presión, la comunidad hizo el anuncio sorpresa de que, a pesar de que las comunidades continuaban comprometidas con el matrimonio complejo, la práctica se suspendería temporalmente hasta que el sentimiento público se moderara. Después de que se restableció un compromiso comunitario con el liderazgo y principios de Noyes, la comunidad anunció una vez más con alegría la reanudación de la práctica del matrimonio complejo el 29 de agosto de 1852. La comunidad continuó funcionando con éxito durante más de un cuarto de siglo, evolucionando de una economía agrícola vacilante a una organización industrial de gran éxito, hasta que suspendió oficialmente su sistema de matrimonio complejo en agosto de 1879. Hasta 1879, cuando Noyes sucumbió a la presión externa y a la disminución de su popularidad, Oneida no se desvió de sus principios. El 1 de enero de 1881, la comunidad llegó formalmente a su fin cuando reemplazó sus arreglos económicos comunistas con un sistema de sociedad por acciones que con el tiempo logró un gran éxito a través de la fabricación de cubertería Oneida. Noyes, mientras tanto, se vio obligado a huir a Canadá para evitar acciones legales.

## Estructura comunitaria
Aunque la comunidad solo alcanzó una población máxima de unos 300 habitantes, tenía una burocracia compleja de 27 comités permanentes y 48 secciones administrativas.
La fabricación de cubiertos, la única industria que sobreviviría a la disolución de la comunidad, comenzó en 1877, en una etapa relativamente tardía, y aún existe. Las industrias secundarias incluían entre otras la fabricación de bolsas de viaje de cuero, el tejido de los sombreros de hojas de palma, o la construcción de muebles de jardín rústicos. 
Se esperaba que todos los miembros de la comunidad trabajaran, cada uno de acuerdo con sus habilidades. Las mujeres tendían a hacer muchas de las tareas domésticas. Aunque los empleos más calificados tendían a permanecer en manos del mismo miembro (el gerente financiero, por ejemplo, desempeñó su cargo durante toda la vida de la comunidad), los miembros de la comunidad rotaban a través de los empleos menos cualificados, trabajando en la casa, los campos o en las diversas industrias. A medida que Oneida prosperaba, comenzó a contratar personal externo para trabajar también en estas tareas. La Comunidad se convirtió en un importante empleador local, con aproximadamente 200 trabajadores externos contratados en 1870. 

### Matrimonio grupal
La Comunidad de Oneida creía firmemente en un sistema de amor libre (un término que se le atribuye haber acuñado a Noyes) conocido como matrimonio complejo o matrimonio grupal, donde cualquier miembro era libre de tener relaciones sexuales con cualquier otro que lo aceptara. Ser posesivo y las relaciones exclusivas estaban mal vistas.
 

Noyes desarrolló una distinción entre lo que llamó amor amativo y propagativo. 
El matrimonio complejo significaba que todos los miembros de la comunidad estaban casados con todos los demás. Se esperaba que todos los hombres y mujeres tuvieran relaciones sexuales y así lo hacían. La base del matrimonio complejo era el pasaje paulino sobre que no había matrimonio en el cielo, lo que significaba que no debería haber matrimonio en la tierra, pero que no hubiera matrimonio no significaba no tener sexo. El sexo, sin embargo significaba tener hijos; no sólo la comunidad no podía permitirse niños en los primeros años, sino que las mujeres no estaban entusiasmadas con un régimen que las mantuviera embarazadas la mayor parte del tiempo. Desarrollaron una distinción entre amor amativo y propagativo. El amor propagativo era sexo con el propósito de tener hijos, y el amor amativo era sexo con el propósito de expresar amor. La diferencia era lo que Noyes llamaba «continencia masculina», en la que la pareja masculina evitaba la eyaculación. Noyes argumentaba que esta práctica no sólo les impedía tener hijos no deseados, sino que también enseñaba al hombre un considerable autocontrol. El sistema funcionaba muy bien.
A diferencia de los movimientos sociales del siglo XX, como la revolución sexual de la década de 1960, los oneidanos no buscaban el sexo sin consecuencias por placer, pero creían que, como el resultado natural de las relaciones sexuales era el embarazo, criar a los hijos debería ser una responsabilidad comunitaria. Las mujeres mayores de 40 años debían actuar como «mentoras» sexuales de los varones adolescentes, ya que estas relaciones tenían una mínima posibilidad de concebir. Además, estas mujeres se convertían en modelos religiosos para los jóvenes. Del mismo modo, hombres mayores a menudo introducían a las jóvenes al sexo. Noyes a menudo usaba su propio juicio para determinar las parejas que se formaban y, a menudo, alentaba las relaciones entre no devotos y devotos de la comunidad, con la esperanza de que las actitudes y los comportamientos de los devotos influyeran en los no devotos.
En 1993, los archivos de la comunidad se pusieron a disposición de los académicos por primera vez. Dentro de estos archivos se encontraba el diario de Tirzah Miller, sobrina de Noyes, que escribió extensamente sobre sus relaciones románticas y sexuales con otros miembros de Oneida.

### Crítica mutua
Todos los miembros de la comunidad eran objeto de críticas por parte del comité o de la comunidad en general, durante una reunión general. El objetivo era eliminar los rasgos de carácter indeseables.Varias fuentes contemporáneas sostienen que el propio Noyes fue objeto de críticas, aunque con menos frecuencia y de críticas menos severas que el resto de la comunidad. Charles Nordhoff dijo que había presenciado las críticas de un miembro al que se refería como «Charles», escribiendo el siguiente relato del incidente:

Charles se quedó sin habla, mirando delante de él; pero a medida que las acusaciones se multiplicaban, su rostro se puso más pálido y empezaron a caer gotas de sudor de su frente. Los comentarios que he relatado duraron alrededor de media hora. Entonces, habiendo hablado cada uno en el círculo, hizo un resumen el Sr. Noyes. Dijo que Charles tenía algunas faltas serias; que lo había observado con cierto cuidado; y que él pensó que el joven estaba tratando seriamente de cubrirse a sí mismo. Habló en general alabando su capacidad, su buen carácter y ciertas tentaciones que había resistido en el transcurso de su vida. Creyó ver señales de que Charles estaba haciendo un intento real y serio por superar sus faltas; y como una evidencia de esto, comentó que Charles había acudido a él últimamente para consultarle sobre un caso difícil en el que había tenido una lucha severa, pero que al final había tenido éxito en hacer lo correcto. "En el curso de lo que llamamos la estirpecultura", dijo Noyes, "Charles, como saben, se encuentra en la situación de alguien que se va a convertir en padre. En estas circunstancias, ha caído bajo la tentación demasiado común del amor egoísta y del deseo de esperar y cultivar una intimidad exclusiva con la mujer que iba a tener un hijo a través de él. Esta es una tentación insidiosa, muy apta para atacar a las personas en tales circunstancias; pero, sin embargo, debe ser combatida". Charles, continuó diciendo, había acudido a él para pedirle consejo en este caso, y él (Noyes) al principio se había negado a decirle algo, pero le había preguntado qué pensaba que debía hacer; que después de una conversación, Charles había determinado, y él estaba de acuerdo con él, que debía aislarse por completo de la mujer y dejar que otro hombre ocupara su lugar a su lado; y esto lo había hecho Charles, con el más digno elogio de auto sacrificio. Charles había tomado aún más su cruz, como había notado con placer, al irse a dormir con los niños más pequeños, para hacerse cargo de ellos durante la noche. Teniendo todo esto en cuenta, pensó que Charles era un buen hombre para convertirse en un hombre mejor y que había manifestado un sincero deseo de mejorar y de librarse de todas las faltas egoístas.

### Continencia masculina
Para controlar la reproducción dentro de la Comunidad de Oneida, se implementó un sistema de continencia masculina o coitus reservatus. John Humprey Noyes propugnaba que las relaciones sexuales tenían dos propósitos distintos. En Male Continence, Noyes sostiene que el método simplemente «propone la subordinación de la carne al espíritu, enseñando a los hombres a buscar principalmente los elevados placeres espirituales de la conexión sexual». El objetivo principal de la continencia masculina era la satisfacción social, «permitir que los sexos se comuniquen y expresen afecto el uno por el otro». El segundo propósito era la procreación. De los aproximadamente doscientos adultos que utilizaban la continencia masculina como método anticonceptivo, hubo doce nacimientos no planificados dentro de Oneida entre 1848 y 1868, lo que indica que era un método anticonceptivo altamente efectivo. : 18  Los hombres jóvenes eran introducidos a la continencia masculina por mujeres postmenopáusicas, y las jóvenes eran introducidas por hombres mayores y experimentados.
Noyes creía que la eyaculación «drenaba la vitalidad de los hombres y conducía a la enfermedad» y que el embarazo y el parto «imponían un fuerte impuesto a la vitalidad de las mujeres». Noyes formuló la idea de la continencia masculina para evitarle a su esposa, Harriet, partos más difíciles después de cinco partos traumáticos, de los cuales cuatro condujeron a la muerte del bebé. : 17  Favorecieron este método de continencia masculina sobre otros métodos de control de la natalidad porque les pareció que era natural, saludable y favorable para el desarrollo de relaciones íntimas. : 743  Las mujeres encontraban mayor satisfacción sexual en la práctica, y Oneida se considera altamente inusual por el valor que se le daba a la satisfacción sexual de las mujeres. : 19  Si un hombre fallaba, se enfrentaba a la desaprobación pública o al rechazo privado. : 743 
No está claro si la práctica de la continencia masculina llevó a problemas significativos. El sociólogo Lawrence Foster ve pistas en las cartas de Noyes que indican que la masturbación y el retiro antisocial de la vida comunitaria pueden haber sido algunos de estos problemas. : 19  La práctica de Oneida de la continencia masculina no producía impotencia. : 18 

### Estirpecultura
La Comunidad introdujo un programa de eugenesia, llamado por Noyes estirpecultura, en 1869. Fue un programa de reproducción selectiva diseñado para crear niños más perfectos. Los comunitaristas, que deseaban ser padres, acudían a un comité para ser examinados en función de sus cualidades espirituales y morales. 53 mujeres y 38 hombres participaron en este programa, que requirió la construcción de una nueva ala de la Mansión Comunitaria de Oneida. El experimento dio lugar a 58 niños, nueve de los cuales eran hijos de Noyes. 
Una vez que los niños eran destetados (generalmente alrededor de la edad de un año), se criaban de manera comunitaria en el Ala de los Niños, o Ala Sur. A sus padres se les permitía visitarlos, pero el departamento de niños tenía jurisdicción sobre la crianza de los hijos. Si el departamento sospechaba que un padre y un hijo estaban muy unidos, la comunidad imponía un período de separación porque el grupo quería limitar el afecto entre padres e hijos.
El departamento de Niños tenía un supervisor masculino y otro femenino para cuidar a los niños entre las edades de dos y doce años. Los supervisores se aseguraban de que los niños siguieran la rutina: Vestirse, orar, desayunar, trabajar, ir a la escuela, almorzar, trabajar, jugar, cenar, orar y estudiar, que se «ajustaban de acuerdo con la "edad y capacidad"».

### Papel de las mujeres
Oneida encarnó uno de los esfuerzos más radicales e institucionales para cambiar el papel de las mujeres y mejorar el estatus femenino en el siglo XIX en los Estados Unidos. Las mujeres obtuvieron algunas libertades en la comuna que no podían obtener fuera. Algunos de estos privilegios incluían no tener que cuidar a sus propios hijos, ya que Oneida tenía un sistema de cuidado infantil comunitario, así como la ausencia de embarazos no deseados con la práctica de la continencia masculina de Oneida. Además, podían usar ropa funcional de estilo bombacho y llevar cortes de pelo cortos. Las mujeres podían participar en prácticamente todos los tipos de trabajo comunitario. Si bien las tareas domésticas seguían siendo una responsabilidad principalmente femenina, las mujeres tenían libertad de explorar trabajos en negocios y ventas, o como artesanas, y muchas lo hicieron, especialmente a fines de la década de 1860 y principios de la década de 1870. : 260  Por último, las mujeres desempeñaron un papel activo en la configuración de la política de la comuna, participando en las reuniones religiosas y en los negocios diarios.
El matrimonio grupal (complejo) y los sistemas de amor libre practicados en Oneida reconocieron aún más el estatus de la mujer. A través del arreglo del matrimonio complejo, mujeres y hombres tenían igual libertad en la expresión sexual y en el compromiso. En efecto, las prácticas sexuales en Oneida aceptaban la sexualidad femenina. Se reconoció el derecho de una mujer a tener experiencias sexuales satisfactorias y se alentaba a las mujeres a tener orgasmos. : 224, 232  Sin embargo, el derecho de las mujeres a rechazar insinuaciones o propuestas sexuales era limitado dependiendo del estatus del hombre que realizaba la insinuación. : 241 
Ellen Wayland-Smith, autora de «El estatus y la autopercepción de las mujeres en la comunidad de Oneida», afirmó que hombres y mujeres tenían un estatus más o menos igual en la comunidad. Señala que si bien ambos sexos estaban en últimas sujetos a la visión y voluntad de Noyes, las mujeres no sufrieron ninguna opresión indebida.

## Interacciones con el resto de la sociedad
La comunidad experimentaba libertad de la sociedad más amplia. Las poco ortodoxas prácticas matrimoniales, sexuales y religiosas mencionadas anteriormente provocaron que se enfrentaran a algunas críticas. Sin embargo, desde el inicio de la comunidad en la década de 1850 hasta la década de 1870, sus interacciones con la sociedad en general fueron en su mayoría favorables. Estos son los casos más conocidos de resolución de conflictos. 

### Crítica exterior
En 1870, un «crítico cultural del siglo XIX», el doctor John B. Ellis escribió un libro contra las comunidades de Amor Libre que Noyes había inspirado, incluidas «los Soberanos Individuales, los Amantes Libres de Berlin Heights, Espiritualistas, Defensores del sufragio femenino, o Amigos del divorcio libre». Consideraba que el objetivo conjunto de todas era acabar con el matrimonio. El doctor Ellis describió esta actitud como un ataque al orden moral prevaleciente. El historiador Gayle Fischer menciona que el doctor Ellis también criticó la ropa de las mujeres de Oneida, cuyos uniformes «'sanitarios' no libraban a las mujeres de Oneida de su peculiar aire poco sanitario— consecuencia de sus 'excesos sexuales'».
Noyes respondió a las críticas de Ellis cuatro años más tarde en un panfleto titulado Dixon y Sus Copistas, donde afirmaba que «Dr. John B. Ellis» era un seudónimo de un «caballero literato que vive en la parte alta de la ciudad». Noyes argumentaba que el editorial AMS empleó al escritor después de haber leído un artículo publicado en Filadelfia sobre la Comunidad y ver una posibilidad de beneficiarse del contenido sensacionalista de sus escritos.

### La batalla legal de Tryphena Hubbard
En Oneida Utopia, de Anthony Wonderly, se cubre el caso Hubbard de 1848-1851 como un momento en el que un conflicto legal casi termina con el grupo, que en ese momento solo era una mera «Asociación». Tryphena Hubbard, de 21 años, aprendió las ideas de Noyes sobre el matrimonio y el sexo a través de su manuscrito Argumento Bíblico de 1848. Se unió a la comunidad y se convirtió en la primera conversa local del grupo. Pronto hicieron que Tryphena Hubbard se casara con Henry Seymour, un joven de la comunidad, de manera que los cánones morales locales no se vieran ofendidos.
A principios de 1849, el padre de Tryphena, Noahdiah Hubbard, se enteró de los matrimonios abiertos de la Asociación y exigió el regreso de su hija. Tryphena se negó y durante dos años Noahdiah «se convirtió en una enfurruñada molestia en la mansión de la comunidad». Hubbard al parecer había amenazado a Noyes, quien huyó a Brooklyn.
Sin embargo, la vida comunitaria resultó difícil para Tryphena, y los miembros de la comunidad la criticaron por ser desalentada y desagradecida. A raíz de esto empezó a ser juzgada en 1850, su reporte mencionando su «insubordinación a la iglesia» así como «un exceso de egoísmo equivalente a un tipo de locura». Se acordó que Tryphena fuera puesta bajo supervisión especial de Henry Seymour, y que se sometiera a él como cabeza y representante de la iglesia. La supervisión del marido de Tryphena incluía la crítica, y «siguiendo las normas disciplinarias de la época, el castigo físico».
Las azotainas parecían estar funcionando, pero en septiembre de 1851 Tryphena comenzó a mostrar signos de enfermedad mental, «llorando por las noches, hablando incoherentemente y vagando por ahí». Seymour fue a la familia Hubbard para informarles de la locura de su hija y ambos padres quedaron horrorizados por la violencia física usada por Seymour contra Tryphena.
El 27 de septiembre de 1851, Noahdiah Hubbard presentó una denuncia por agresión y violencia en nombre de su hija. Seymour fue encausado y otros miembros de la comunidad recibieron órdenes de arresto al parecer como cómplices. Noyes, desde Brooklyn, sugirió incluso acabar la comunidad para evitar más problemas.
El caso fue resuelto el 26 de noviembre de 1851. La Comunidad aceptó pagar los gastos de Tryphena mientras permaneciera en el asilo y después de su salida, U$125 dólares al año si estaba bien y U$ 200 si seguía mal. Los Hubbard finalmente aceptaron un acuerdo de U$ 350 dólares en lugar de pagos a largo plazo. Tryphena Hubbard regresó con el tiempo con Henry Seymour y dio a luz a un hijo suyo. Murió a la edad de 49 años en 1877.

## Declive
La comunidad se mantuvo hasta que John Humphrey Noyes intentó pasar el liderazgo a su hijo, Theodore Noyes. Esta estrategia no tuvo éxito porque Theodore era agnóstico y carecía del talento de su padre para el liderazgo. La decisión también dividió a la comunidad, ya que John Tower, un miembro de la Comunidad, intentó hacerse con el control.
Dentro de la comuna, hubo un debate sobre cuándo debían iniciarse los niños en el sexo y a manos de quién. También hubo mucho debate sobre sus prácticas en su conjunto. Los miembros fundadores estaban envejeciendo o habían fallecido, y muchos de los jóvenes miembros de la comuna deseaban contraer matrimonios exclusivos y tradicionales.
El remate de todas estas presiones fue la campaña del profesor del Hamilton College John Mears contra la comunidad. Mears convocó una reunión de protesta contra la comunidad de Oneida, a la que asistieron cuarenta y siete clérigos. John Humphrey Noyes fue informado por un asesor de confianza, Myron Kinsley, que una orden de arresto por cargos de estupro era inminente. Noyes huyó de la mansión comunitaria de Oneida y del país una noche de junio de 1879, para nunca regresar a los Estados Unidos. Poco después, escribió a sus seguidores desde Niagara Falls, Ontario (Canadá), recomendando que se abandonara la práctica del matrimonio grupal.
Esta práctica se abandonó en 1879 tras una serie de presiones externas, y la comunidad pronto se desintegró, y algunos de los miembros se reorganizaron como una sociedad por acciones. Las parejas conyugales normalizaron su estatus con las parejas con las que convivían al momento de la reorganización. Más de 70 miembros de la comunidad contrajeron matrimonios tradicionales en el año siguiente. 
A principios del siglo XX, la nueva compañía, Oneida Community Limited, redujo su enfoque a la fabricación de cubiertos de plata. El negocio de trampas para animales se vendió en 1912, el negocio de la seda en 1916 y el de enlatado dejó de ser rentable en 1915. 
En 1947, avergonzados por el legado de su progenitor, los descendientes de Noyes quemaron todos los registros escritos del grupo. 
La sociedad por acciones todavía existe en la actualidad y es un importante productor de cubiertos con el nombre de marca «Oneida Limited». En septiembre de 2004, Oneida Limited anunció que cesaría todas las operaciones de fabricación en los EE. UU. a principios de 2005, poniendo fin a una tradición de 124 años. La compañía continúa diseñando y comercializando productos que se fabrican en el extranjero, y ha estado vendiendo sus fábricas. Más recientemente, el centro de distribución en Sherrill, Nueva York, fue cerrado. Las oficinas administrativas continúan en el área de Oneida. 
El último miembro original de la comunidad, Ella Florence Underwood (1850–1950), murió el 25 de junio de 1950 en Kenwood (Nueva York), cerca de Oneida.

## Legado

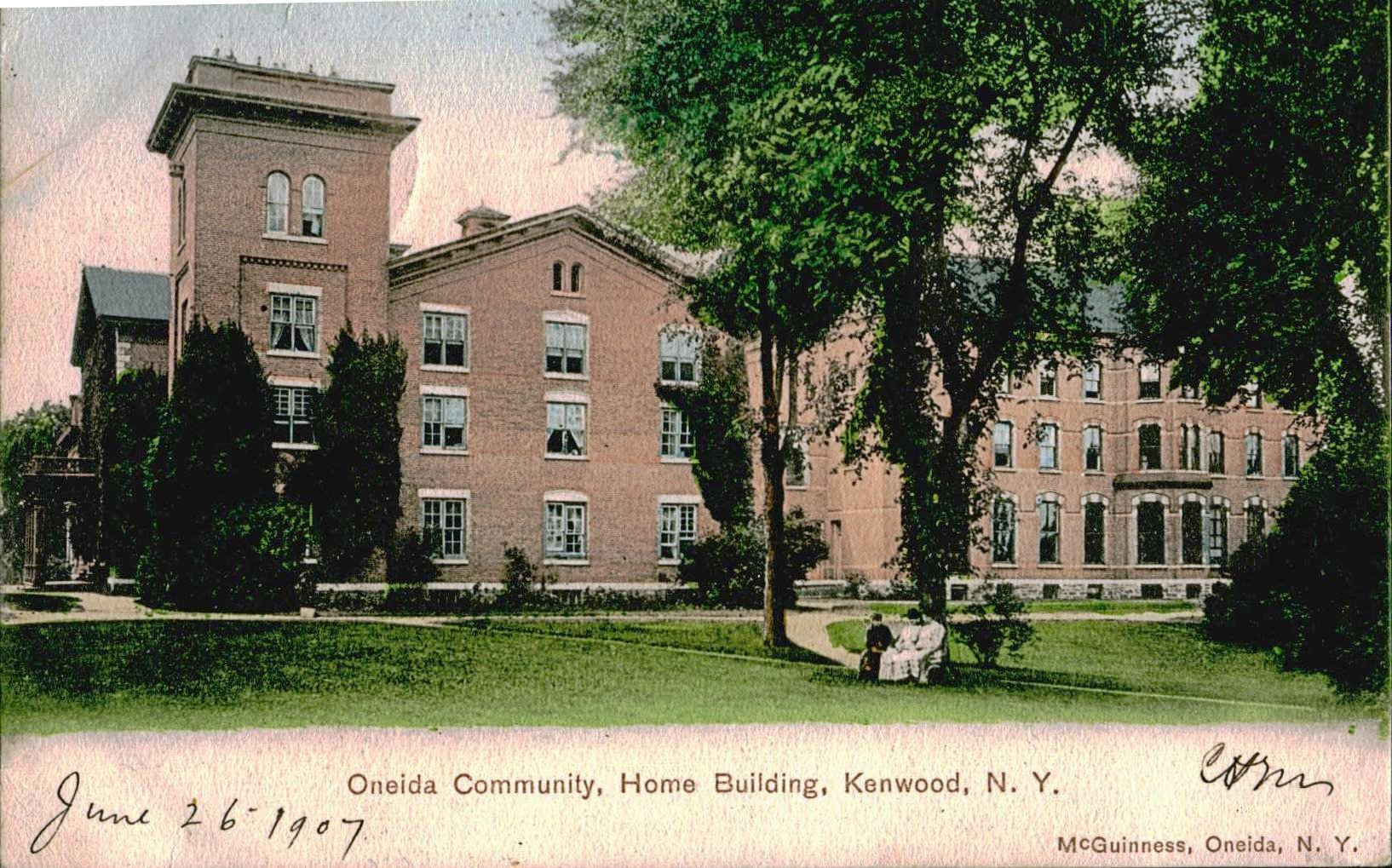
De una postal de 1907.

Muchas historias y relatos en primera persona de la Comunidad de Oneida se han publicado desde que la comuna se disolvió. Entre ellos se encuentran: The Oneida Community: An Autobiography, 1851–1876 y The Oneida Community: The Breakup, 1876–1881, ambos de Constance Noyes Robertson; Desire and Duty at Oneida: Tirzah Miller's Intimate Memoir y Love/Special Sex: An Oneida Community Diary, ambos por Robert S. Fogarty; Without Sin de Spencer Klaw; Oneida, From Free Love Utopia to the Well-Set Table por Ellen Wayland-Smith; y relatos biográficos/autobiográficos por miembros alguna vez de la Comunidad, incluidos Jessie Catherine Kinsley, Corinna Ackley Noyes, George Wallingford Noyes y Pierrepont B. Noyes. 
Una reseña de la Comunidad de Oneida se encuentra en el libro Assassination Vacation de Sarah Vowell. Analiza la comunidad en general y la membresía de Charles Guiteau, durante más de cinco años en la comunidad (Guiteau luego asesinaría al presidente James A. Garfield). La comunidad perfeccionista en la novela Pagan House (2007) de David Flusfeder está directamente inspirada en la Comunidad de Oneida. La Comunidad de Oneida recibe un tributo en Twin Oaks, una comunidad intencional contemporánea de 100 miembros en Virginia. Todos los edificios de Twin Oaks llevan el nombre de comunidades que ya no funcionan activamente, y "Oneida" es el nombre de una de las residencias. 
La Oneida Community Mansion House fue catalogada como Monumento Histórico Nacional en 1965, y la principal cultura material sobreviviente de la Comunidad de Oneida consiste en algunos edificios emblemáticos, colecciones de objetos y paisajes. Los cinco edificios de la Mansion House, diseñados por separado por Erastus Hamilton, Lewis W. Leeds y Theodore Skinner, comprenden 93 000 pies cuadrados (8640,0 m²)  en una parcela de 33 acres. Este sitio ha sido ocupado continuamente desde el establecimiento de la comunidad en 1848 y la Casa de la mansión existente ha sido ocupada desde 1862. Hoy en día, la Oneida Community Mansion House es una organización educativa sin fines de lucro constituida por el Estado de Nueva York y recibe visitantes durante todo el año con visitas guiadas, programas y exhibiciones. Preserva, recopila e interpreta la cultura intangible y material de la Comunidad Oneida y de temas relacionados de los siglos XIX y XX. The Mansion House también alberga apartamentos residenciales, habitaciones para pasar la noche y espacio para reuniones.

## Lecturas relacionadas
- Barkun, Michael (1996). Crucible of the Millennium: The Burned-Over District of New York in the 1840s. Syracuse: Syracuse University Press.
- Bernstein, Leonard (1953). "The Ideas of John Humphrey Noyes, Perfectionist", American Quarterly 5 (2), pp. 157–165.
- Carden, Maren Lockwood (1869). Oneida: Utopian Community to Modern Corporation. Baltimore: The Johns Hopkins Press.
- Foster, Lawrence (1981). "Free Love and Feminism: John Humphrey Noyes and the Oneida Community", Journal of the Early Republic 1 (2), pp. 165–183.
- Foster, Lawrence (1984). Religion and Sexuality. University of Illinois Press.
- Foster, Lawrence (1981). Religion and Sexuality: The Shakers, the Mormons, and the Oneida Community. University of Illinois Press. ISBN 978-0-252-01119-1.
- Foster, Lawrence (1986). "The Psychology of Free Love in the Oneida Community", Australasian Journal of American Studies 5 (2), pp. 14–26.
- Foster, Lawrence (1991). Women, Family, and Utopia: Communal Experiments of the Shakers, the Oneida Community, and the Mormons. Syracuse University Press.
- Hinds, William Alfred (1908). "The Perfectionists and their Communities". In: American Communities and Co-operative Colonies. Chicago: C.H. Kerr & Co., pp. 152–231.
- Kephart, William M. (1963). "Experimental Family Organization: An Historico-Cultural Report on the Oneida Community", Marriage and Family Living 25 (3), pp. 261–271.
- Klaw, Spencer (1993). Without Sin: The Life and Death of the Oneida Community. New York: Allen Lane, Penguin Press.
- Lowenthal, Esther (1927). "The Labor Policy of the Oneida Community Ltd.", Journal of Political Economy 35 (1), pp. 114–126.
- Mandelker, I.L. (2009). Religion, Society, and Utopia in Nineteenth-Century America. University of Massachusetts Press. ISBN 978-1-55849-768-9.
- Meyer, William B. (2002). "The Perfectionists and the Weather: The Oneida Community's Quest for Meteorological Utopia, 1848–1879", Environmental History 7 (4), pp. 589–610.
- Noyes, Pierpoint B. (1958). A Goodly Heritage. New York: Rinehart Press ISBN 0-01-646722-1
- Olin, Spencer C. Jr. (1980). "The Oneida Community and the Instability of Charismatic Authority", The Journal of American History 16 (2) pp. 285–300.
- Robertson, Constance (1972). Oneida Community; The Breakup, 1876–1881. Syracuse University Press ISBN 0-8156-0086-0
- Robertson, Constance (1981). Oneida Community; An Autobiography 1851–1876. Syracuse University Press ISBN 0-8156-0166-2
- Ryan, Mary P. (1981). Cradle of the Middle Class: The Family in Oneida County, New York, 1790–1865. New York: Cambridge University Press.
- Smith, Goldwin (1893). "The Oneida Community and American Socialism". In: Essays on Questions of the Day, Political and Social. New York: Macmillan & Co., pp. 337–360.
- Spears, Timothy B. (1989). "Circles of Grace: Passion and Control in the Thought of John Humphrey Noyes", New York History 70 (1), pp. 79–103.
- Spurlock, John C. (1988). Free Love: Marriage and Middle-Class Radicalism in America, 1825–1860. New York: New York University Press.
- Thomas, Robert David (1977). The Man Who Would Be Perfect: John Humphrey Noyes and the Utopian Impulse. Philadelphia, PA: University of Pennsylvania Press.
- Warfield, Benjamin B. (1921). "John Humphrey Noyes and his 'Bible Communists,'" Bibliotheca Sacra, Vol. 78, No. 309, pp. 37–72.
- Wayland-Smith, Ellen (1988). "The Status and Self-Perception of Women in the Oneida Community", Communal Societies 8, pp. 18–53.
- White, Janet R. (1996). "Designed for Perfection: Intersections between Architecture and Social Program at the Oneida Community", Utopian Studies 7 (2), pp. 113–138.